# Кар, Эльке
Эльке Кар (нем. Elke Kahr, род. 2 ноября 1961 года) — австрийский политик, член Коммунистической партии Австрии (КПА), с 2016 по 2017 год — заместитель бургомистра (мэра) Граца, второго по величине города страны. Избрание на такой пост представителя коммунистов стало событием общенационального масштаба и активно обсуждалось австрийскими средствами массовой информации.
17 ноября 2021 года была избрана бургомистром (мэром) Граца, получив поддержку социал-демократов и зелёных, став таким образом первой женщиной и первым коммунистом на этом посту.

## Биография

### Ранние годы
Эльке Кар родилась 2 ноября 1961 года. После родов её биологическая мать отказалась от родительских прав, и малышку передали в приют. В возрасте трёх лет девочка была удочерена четой Кар: слесарем и домохозяйкой.
Будущий политик выросла в рабочем районе Граца. Окончила начальную школу «Нойхарт» и среднюю школу Святого Андрея, затем — бизнес-школу (нем. Handelsschule) на улице Грацбахгассе. Впоследствии параллельно с работой в Австрийском контрольном банке (нем. Oesterreichische Kontrollbank) обучалась в вечерней бизнес-академии (нем. Handelsakademie). В 1984 году сдала экзамен на аттестат зрелости.

### Политическая деятельность

#### 1983—2003
В 1983 году Кар вступила в Коммунистическую партию Австрии. С 1985 года участвует в деятельности партийной окружной организации (нем. Bezirksleitung) статутного (уставного, независимого) города (нем. Statutarstadt) Граца. Именно в рядах КПА Кар познакомилась со своим фактическим мужем — Францем Штефаном Партедером, бывшим председателем земельной организации партии (нем. Landesparteivorsitzende). Пара сожительствует с 1988 года, в 1990 году у них родился сын Франц.
В 1993 году Кар стала членом совета городской общины Граца, в 1998 году — председателем Клуба (нем. Klubobfrau) КПА («Клубами» в австрийской политике называются объединения депутатов различных политических уровней). По мнению ежедневной газеты Der Standard, с середины 90-х годов политик долгое время находилась в тени однопартийца Эрнеста Кальтенеггера, который в марте 1998 года стал первым коммунистом со времени окончания Второй мировой войны, сумевшим занять пост городского советника (нем. Stadtrat) в Граце и таким образом войти в состав городского правительства (нем. Stadtregierung).

#### 2003—2012
В 2003—2004 годах Кар была заместителем федерального председателя (нем. Bundesvorsitzender) КПА Вальтера Байера. В 2005 году руководила избирательной кампанией партии на состоявшихся 2 октября выборах в ландтаг Штирии, на которых коммунисты получили 6,34 % голосов (4 мандата из 56) и таким образом впервые с 1970 года приобрели политическое представительство на уровне земельных парламентов. Поскольку по результатам голосования Кальтенеггер был избран одним из представителей КПА в штирийском ландтаге, его место в городском правительстве Граца перешло к Кар, занявшей должность городского советника жилищного департамента.
На последующих муниципальных выборах в Граце Кар неизменно вносилась в избирательные списки КПА под номером один. На выборах в совет городской общины, состоявшихся 20 января 2008 года, австрийские коммунисты недосчитались почти половины голосов, поданных за них 26 января 2003 года (11,18 % и 6 мандатов из 56 против 20,75 % и 12 мандатов), но уже на следующих выборах 25 ноября 2012 года КПА удалось восстановить прежний уровень доверия горожан (19,86 % голосов, 11 мандатов) и сформировать вторую по величине фракцию в городском совете после Австрийской народной партии (АНП).

#### 2012—н. в.
После выборов 2012 года кандидатура Кар была впервые выдвинута на пост заместителя бургомистра Граца, но в тот раз представителю коммунистов не удалось заручиться поддержкой большинства членов совета городской общины: в ходе первых трёх туров Кар выступала в качестве единственного кандидата, но не смогла достичь необходимого уровня поддержки. На состоявшихся 25 января 2013 года решающих выборах депутатам была предоставлена возможность выбирать из двух претендентов: в итоге член Социал-демократической партии Австрии Мартина Шрёк получила 24 голоса, Кар — 23. При этом Кар сохранила должность городского советника и продолжила заниматься жилищными вопросами, а также расширила сферу своей ответственности: c 2013 года она также начала курировать сферы строительства и капиталовложения.
25 апреля 2016 года Шрёк неожиданно объявила о своём уходе из политики. 16 июня на освободившуюся должность городского советника был избран однопартиец Шрёк Михаэль Эрманн, а на пост заместителя бургомистра была выдвинута кандидатура Кар. На состоявшихся в тот же день выборах за представителя коммунистов проголосовали 38 членов совета городской общины, ещё восемь голосов были признаны недействительными. После избрания Кар обратилась с речью к коллегам, в которой поблагодарила их за доверие, а также отметила, что итоги голосования означают «не только признание результатов выборов 2012 года», но и признание «КПА в муниципальном совете Граца в качестве заслуживающей доверия, конструктивной и ответственной силы». Избрание на пост вице-мэра второго по величине города Австрии члена коммунистической партии, непредставленной в национальном парламенте начиная с 1959 года, стало новостью общенационального масштаба и активно обсуждалось австрийскими средствами массовой информации.
На прошедших 5 февраля 2017 года очередных выборах в совет городской общины коммунисты смогли сохранить прежний уровень поддержки, получив 20,34 % голосов и 12 мандатов. Кроме того, в сформированном после выборов городском правительстве коммунисты увеличили своё представительство до двух человек — помимо Кар, в состав правительства также вошёл Роберт Кротцер. С другой стороны, пост заместителя бургомистра Граца отошёл к представителю Австрийской партии свободы Марио Эйстачио.
На прошедших 26 сентября 2021 года очередных выборах в совет городской общины коммунисты одержали победу, получив 28,84 % голосов и 15 мандатов. Кар, получив поддержку социал-демократов и зелёных, была избрана бургомистром города. Канцлер Австрии Себастиан Курц (в дальнейшем — фигурант «архива Пандоры»), чья Австрийская народная партия проиграла выборы, прокомментировал избрание представителя компартии: «Тот факт, что коммунисты смогли победить на выборах, пусть даже региональных, заставляет задуматься».
11 июля 2025 года на общем собрании городской организации КПА объявила о намерении в последний раз выдвинуть свою кандидатуру в совет городской общины Граца на предстоящих в 2026 году муниципальных выборах.

## KahrPÖ
По мнению газеты Kleine Zeitung, Кар является своеобразным олицетворением окружной организации КПА в Граце. Под руководством Кар грацкие коммунисты полагаются в своей повседневной деятельности не на полемические диспуты с оппонентами и идеологическое противостояние, а на прямой контакт с жителями города и доброжелательное общение. Наиболее заметными направлениями деятельности КПА в Граце являются вопросы жилья и благотворительности, при этом социалистическая идеология не скрывается, но и не выводится на первый план.
Роль лидера является столь весомой в деятельности окружной организации, что часть обозревателей по аналогии с немецким вариантом аббревиатуры КПА (нем. KPÖ, Kommunistische Partei Österreichs) называет коммунистов Граца KahrPÖ — «Австрийской партией Кар».
К 2015—2017 годам из-за сложной ситуации с квалифицированным большинством в совете городской общины КПА стала единственной партией, с которой бургомистр Зигфрид Нагль (АНП) и его однопартийцы могут сформировать стабильное большинство. Несмотря на это, в период избирательной кампании перед выборами 2017 года Нагль и Кар не преминули обменяться острыми репликами.

## Убеждения
Кар называет себя марксисткой, но при этом предпочитает дистанцироваться от теории и практики сталинизма. В исторической перспективе лидер грацких коммунистов также критически отзывается о вводе войск стран Варшавского договора в Чехословакию в 1968 году. По словам политика, «КПА нельзя обвинить в преступлениях, совершённых против человечества, скорее уж наоборот».
Кар не считает совет городской общины Граца подходящим местом для претворения в жизнь своих коммунистических убеждений, но в то же время программа окружной организации КПА зачастую включает в себя элементы радикальной риторики: так, в официальных документах коммунистов подчёркивается необходимость «ожесточённой социальной борьбы», разоблачается «политическое бессилие класса капиталистов», а бывший президент Советского Союза Михаил Горбачёв называется «ликвидатором социализма».
По убеждению Кар, «социальные проблемы не могут быть решены на локальном политическом уровне», и поэтому окружная организация коммунистов уделяет наибольшее внимание таким вопросам, как сокращение рабочего времени и повышение минимальной заработной платы.
В избирательной программе коммунистов, опубликованной перед выборами в совет городской общины в 2017 году, отсутствует всякое упоминание о беженцах и мигрантах. По словам Кар, это было сделано намерено, так как КПА стремится обеспечить социальную справедливость для всех без исключения жителей Граца, а постоянное выделение беженцев в отдельную категорию лишь способствует дальнейшей стигматизации этих людей.
Как и все должностные лица штирийской земельной организации КПА, Кар отказывается от части своего жалования и перечисляет её в один из австрийских социальных фондов. Деньги из фонда впоследствии предоставляются нуждающимся людям, которые не могут себе позволить заплатить в полном объёме за аренду или отопление жилья. В независимости от занимаемой должности, политик ежемесячно оставляет себе только 1.900 евро из заработной платы (для сравнения: в 2016—2017 годах Кар как заместителю бургомистра Граца полагалось жалование в 12.610 евро). По подсчётам независимой организации «Коммунистическая молодёжь Австрии», таким образом лидер грацкой окружной организации КПА за 10 лет пожертвовала на благотворительность более 544.400 евро.

## Комментарии
1. ↑  Нагль заявил, что не знает ни единой управляемой коммунистами страны, в которой люди счастливы. В ответ на это Кар обвинила бургомистра в предвыборном популизме и «неуклюжем антикоммунизме»: «Всем известно, что после 5 февраля [2017 года] знамя с серпом и молотом не будет развиваться над городской ратушей».